# 越南英雄母親
越南英雄母親（越南语：／）是越南授予或追授給爲民族解放事業、保衛祖國或履行國際義務做出巨大貢獻和犧牲的越南婦女的稱號。
1994年8月29日，國家榮譽稱號規定《越南英雄母親》首次規定了這一獎項，隨後由越南社會主義共和國國會常務委員會2012年10月20日第05/2012/UBTVQH13號法令和 2003年《競賽與 獎勵法》第58條第2款第a點補充修訂。

## 歷史
1994年5月中旬，越南共產黨中央書記處召開由杜梅總書記主持的會議，聽取總政治局關於政策工作情況的彙報。勞動榮軍社會部、財政部和各有關機關和部門的代表出席了會議。
杜梅總書記在聽取彙報后，要求大家集中討論，提出解決重大問題的建議。在會議結束時，總書記強調：多年來，黨和國家出臺了許多方針政策。軍隊和各部門、地方和全民都努力組織實施已頒布的政策。這一結果有助於穩定各地和全國的政治社會局勢。然而，到目前為止，還沒有一個在精神和物質上令人滿意的待遇政策面向一個特殊的對象——那些向祖國奉獻了自己優秀子女的母親。歸根結底，母親是解放戰爭和保衛祖國中功績最大的人。秘書處要求政治局與各部門，特別是勞動榮軍社會部合作，開展研究，為有貢獻的母親制定一項與她們相配的政策。“越南英雄母親”政策的想法就來源於黨中央書記處的這次會議。
1994年8月29日，國會常委會通過了《越南英雄母親》國家榮譽稱號規定。
1994年9月10日，國家主席黎德英簽署法令，公佈《越南英雄母親》國家榮譽稱號規定。
1994年10月20日，政府頒布了第167-CP號決定，實施《越南英雄母親》國家榮譽稱號法令。
1994年12月17日，國家主席黎德英簽署決定，向全國19,879名母親授予或追授第一批「越南英雄母親」稱號。

## 標準
“越南英雄母親”的標準爲滿足以下要求之一：
- 有兩個或兩個以上子女爲烈士

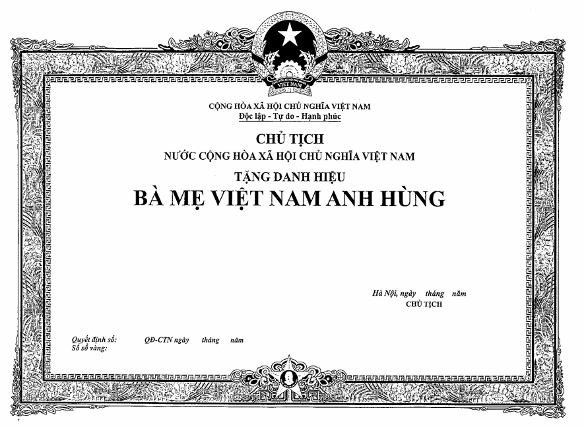
越南英雄母親證書

- 有兩個子女，其中一個是烈士，一個是傷殘率在81%以上的傷兵
- 唯一的子女是烈士
- 有一個子女是烈士，且丈夫或自己是烈士

烈士子女應是已得到法律的確認母親的親生子女或養子女，並被政府頒發「祖國記功」證書。
符合上述四種情況的母親因遭受失去子女或丈夫的痛苦而患有精神疾病，仍授予“越南英雄母親”稱號。
該稱號由國家主席根據政府的提議授予或追贈。
被授予或追贈者獲得「越南英雄母親」的證書和徽章。

## 統計

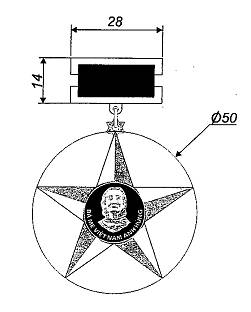
越南英雄母親徽章

1994年12月至2001年底，越南社會主義共和國共授予或追授全國44,253名婦女「越南英雄母親」榮譽稱號，其中：
- 北方：15,033名
- 南方：29,220名
- 廣南省是越南英雄母親人數最多的省份，有11,658名母親獲得該稱號

其中：
- 獨生子女是烈士：9,903人
- 有兩個子女且都是烈士：1,535人
- 有三個子女是烈士：10,067人
- 有四個子女是烈士：1,535人
- 有五個子女是烈士：258人

## 著名獲得者
- 阮氏十：籍貫美湫省週城郡隆兴村（今屬前江省）。她從第一到第六屆連續當選爲國會代表，且從第二屆到第六屆擔任國民議會副主席。在獲得這一稱號之前，她被國家授予過越南最高等級勳章金星勳章。

- 阮氏次：籍貫廣南省奠磐市社青桔村，丈夫、九個子女和一個女婿和兩個外孫是烈士。[5][6]

## 紀念
廣南省三岐市三富社建有一座以越南英雄母親阮氏次爲原型的越南英雄母親紀念臺。